# Der Freitag
der Freitag ist eine überregionale deutsche Wochenzeitung, gegründet 1990 mit dem Untertitel Die Ost-West-Wochenzeitung. Im Jahre 2009 wurde die Zeitung nach Eigentümerwechsel deutlich umgestaltet: Neben optischen und inhaltlichen kam es vor allem zu personellen Veränderungen. Gleichzeitig wurde der Untertitel in Das Meinungsmedium geändert. Erscheinungstag der Printausgabe ist Donnerstag, Erscheinungsort Berlin. Verleger ist seit 2008 Jakob Augstein, der von 2013 bis 2022 mit einer kurzen Unterbrechung im Jahr 2017 auch Chefredakteur war. Seit September 2019 lautet der Untertitel Die Wochenzeitung.

## Profil
Die politische Haltung der Zeitung gilt als linksliberal. In einem Interview sagte Jakob Augstein 2017, der Freitag habe zwar keine „Blattlinie“, aber „es gibt den Charakter und die Identität einer Zeitung. Wir sind eine linke Zeitung. […] Es gibt ja zwei linke Denktraditionen, zwischen denen eine Sollbruchstelle existiert, auf die wir acht geben müssen. Die eine ist auf Gleichberechtigung aus, auf Internationalisierung, auf die liberale Gesellschaft. Die andere steht für Gerechtigkeit und Identität. Ich halte es für unsere Aufgabe, über Nähe und Distanz dieser beiden Stränge nachzudenken.“
Die Gestaltung des Layouts des Freitag wurde bereits vielfach ausgezeichnet, unter anderem durch den Art Directors Club, die Lead Awards, den European Newspaper Award und die Society for News Design.

## Geschichte und Strukturen

### 1990 bis 2009: Ost-West-Wochenzeitung
Der Freitag wurde 1990 in Berlin gegründet. In ihm gingen der Ost-Berliner Sonntag (gegründet 1946), die DKP-nahe Deutsche Volkszeitung (gegründet 1953 und wesentlich finanziert von der SED) sowie Die Tat (1949 von der VVN gegründet und 1983 mit der Deutschen Volkszeitung fusioniert) zu einer neuen, gesamtdeutschen Zeitung auf. Der Freitag sah seine publizistische Aufgabe zunächst darin, das Zusammenwachsen der beiden deutschen Staaten kritisch und konstruktiv zu begleiten und ein Forum für eine west-östliche Debatte zu bieten. Er wandte sich dabei vornehmlich an eine urbane, gebildete, linksbürgerliche Leserschaft. Eine Leserbefragung im Jahr 2006 ergab, dass etwa ein Drittel der Freitag-Leser aus den neuen Bundesländern stammte.

Altes Logo bis Januar 2009

Die Gründungsherausgeber waren Günter Gaus (†), Wolfgang Ullmann (†), Gerburg Treusch-Dieter (†) und Christoph Hein. Auf die Frage, was der Begriff „links“ ihm bedeute, antwortete Gaus im Gespräch mit Alexander Kluge im Jahr 1993: „Ich nenne links, dass man gesellschaftliche Fragen für vorrangig hält. Dass man die gesellschaftlichen Antworten, die gegeben werden, jedes Mal sehr skeptisch überprüft, ob sie wirklich mehr als eine Tagesantwort sein können.“
Bis 1996 gehörte der Freitag der Medien Schmidt & Partner, die unter anderem auch für den Verlag Elefanten Press verantwortlich zeichnete. Im Frühjahr des Jahres wurde der Freitag für den symbolischen Preis von einer Mark verkauft. Zur damaligen neuen Eigentümergruppe gehörten unter anderen die Journalisten Ursel Sieber, Wolfgang Storz und Holger Schmale, der Arzt Willi Brüggen und der Sozialwissenschaftler Frieder Otto Wolf. Es gelang den neuen Verlegern, das Unternehmen fast von der gesamten Schuldenlast in Höhe von rund 1,5 Millionen Mark zu befreien.

### Neustart 2008/2009: Meinungsmedium

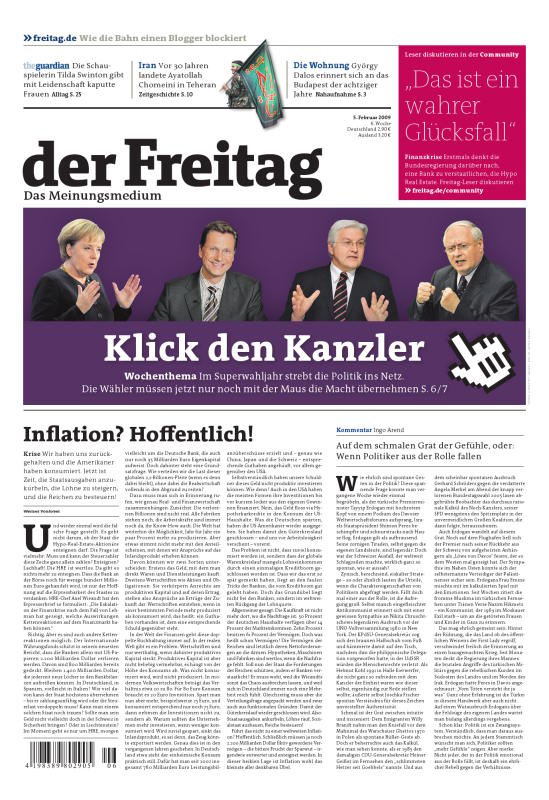
Der Freitag, Titelseite vom 5. Februar 2009

Am 26. Mai 2008 kaufte der Verleger und Journalist Jakob Augstein den Freitag und übernahm formell am 1. Juni des Jahres die Zeitung. Unter Augstein erhielt der Freitag zunächst eine neue Redaktionsstruktur: Von Herbst 2008 an war Philip Grassmann, vorher bei der Süddeutschen Zeitung, Chefredakteur der bislang eher basisdemokratisch organisierten Redaktion. Sein Stellvertreter war von 2010 bis 2012 Jörn Kabisch, vorher bei der taz. Ihm folgte zum April 2012 Jana Hensel nach. Sie verließ das Blatt zum Ende des Jahres 2014 „auf eigenen Wunsch“. Ihr Nachfolger war der bisherige Leiter der Ressorts Kultur und Alltag, Michael Angele. Seit März 2016 war Katja Kullmann stellvertretende Chefredakteurin. Augstein selbst trat zum Februar 2013 in die Chefredaktion ein. Mitte Juni 2010 wechselte Ulrike Winkelmann von der taz zum Freitag und wurde Leiterin des Politikressorts. Sie verließ das Blatt nach nur knapp einem Jahr und kehrte zur taz zurück. Ihr folgte von September 2011 bis Februar 2013 Verena Schmitt-Roschmann nach, die zuvor bundespolitische Korrespondentin bei dapd war. Art-Direktorin war bis Februar 2013 Janine Sack. Ähnlich wie bei der taz verdienen Redakteure und Autoren deutlich weniger als bei anderen Zeitungen.
Die Geschäftsführung der Freitag Mediengesellschaft mbH & Co. KG übernahm 2008 Detlev Hustedt. Er war zuvor stellvertretender Gesamtanzeigenleiter bei der Welt-Gruppe und Anzeigenleiter bei der Wochenzeitung Die Woche sowie Geschäftsführer der Nachrichtenagentur pressetext.deutschland. Im März 2010 verließ Geschäftsführer Hustedt den Freitag. Zum Neustart erhöhte der Freitag seine Auflage der Ausgabe 06/2008 auf 70.000 Exemplare. Ebenso wurde die Zahl der Verkaufsstellen bundesweit kurzfristig auf mehr als 20.000 erhöht.
Nachdem erste Anzeigen von Markenartikeln im bis dahin anzeigenarmen Freitag erschienen waren, gab es auf der Leserbriefseite Diskussionen über den künftigen Kurs, in denen Augstein auf die wirtschaftliche Notwendigkeit des Anzeigengeschäftes hinwies und die redaktionelle Unabhängigkeit des Blattes gegenüber allen äußeren Interessen unterstrich.
Am 5. Februar 2009 erfolgte eine optische Neugestaltung der Zeitung und des Internetauftritts. Neben den Artikeln der Redaktion und einem Archiv wird dort nun auch Bloggern die Möglichkeit geboten, in der „Community“ eigene Beiträge zu veröffentlichen. Eine Auswahl wird wöchentlich in der gedruckten Ausgabe veröffentlicht. Die Zahl redaktioneller Mitarbeiter wurde von sieben auf zwanzig erhöht und die Verkaufsstellen verfünfzehnfacht. Der Verlag beschäftigt 35 Mitarbeiter. Das Titellogo wurde geändert, die Namen der Herausgeber wurden vom Titelblatt entfernt; das Impressum enthielt keine Bezugnahme mehr auf den Sonntag und auf die Volkszeitung.
Im Dezember 2011 trennte sich der Verleger Augstein von den bisherigen Herausgebern Daniela Dahn, György Dalos, Frithjof Schmidt und Friedrich Schorlemmer. Er begründete das damit, dass die Übergangsphase nun abgeschlossen sei, der Freitag nun den Charakter einer „normalen Zeitung“ (und nicht mehr eines „Projekts“) habe, woraus folge, dass das Institut der Herausgeber sich für den Freitag überlebt habe. Hintergrund sei ein Beitrag von Dahn zum Bürgerkrieg in Libyen gewesen, der nicht erscheinen konnte, so dass sie ihn in den Blättern für deutsche und internationale Politik veröffentlichte.
Das Blatt konnte sich in den ersten Jahren nach der Übernahme durch Augstein nur durch dessen Zuschüsse finanziell über Wasser halten. Die Verluste des Freitag wurden faktisch durch Gewinne aus Augsteins Spiegel-Anteilen finanziert. Als Reaktion kündigte Augstein an, die 40-köpfige Redaktion im Jahr 2013 um neun Stellen zu verkleinern. Die verkaufte Auflage stieg seitdem wieder leicht an. Der Jahresabschluss von Der Freitag Mediengesellschaft mbH & Co. KG hatte zum Geschäftsjahr 2015 noch einen nicht durch Vermögenseinlagen gedeckten Fehlbetrag von 91.986,59 Euro ausgewiesen. Nach Darstellung Augsteins von Anfang 2017 macht der Freitag aber inzwischen keine Verluste mehr und ist somit nicht mehr auf seine finanzielle Unterstützung angewiesen.
Seit Oktober 2009 veranstaltet die Zeitung die politische Veranstaltungsreihe Freitag-Salon, seit 2015 in Kooperation mit dem Berliner Radiosender radioeins, der die Diskussion mit Jakob Augstein und seinem jeweiligen Gast live im Radio überträgt. Der radioeins und Freitag Salon fand bis Februar 2019 im Berliner Maxim-Gorki-Theater statt, seit März 2019 findet er in der Volksbühne Berlin statt.

### 2017 bis 2018: Jürgen Todenhöfer als Herausgeber
Zum Jahresanfang 2017 schuf Augstein das „überlebte“ Amt des Herausgebers neu und bestellte Jürgen Todenhöfer dazu. Dessen Funktion beschränkte sich laut Augsteins Aussage in einem Interview der taz darauf, dass Todenhöfer die Chefredaktion berät und in die Konferenzen kommen darf. Auf Nachfrage, dass dies „nicht viel“ sei und wozu Todenhöfer denn benötigt würde, verwies Augstein auf Todenhöfers „riesige Fangemeinde im Internet“ und bezeichnete ihn als „völlig unabhängige[n] Publizist[en]“. Man hoffe, unter seinen 700.000 Facebook-Fans neue Leser zu gewinnen. Da ihm eine „antiwestliche Haltung“ vorgeworfen wird, wurde die Ernennung in sozialen Netzwerken kritisiert. Todenhöfer nahm seit seiner Bestellung kaum Einfluss auf die Redaktion und kam nur einmal monatlich zu deren Konferenz, ohne dass Meinungen forciert oder unterdrückt würden. Im ersten Halbjahr 2017 hat er nur drei eigene Texte im Freitag veröffentlicht.
Augstein bestritt im Februar 2017 gegenüber der Süddeutschen Zeitung, dass Redaktionsmitglieder aufgrund von Todenhöfers Ernennung den Freitag verlassen wollten, räumte aber ein, dass es aus diesem Anlass redaktionsintern einen Streit über das Selbstverständnis des Blattes gegeben habe. Bis Anfang Juli 2017 schieden beim Freitag jedoch unter anderen die stellvertretende Chefredakteurin Katja Kullmann, der Textchef Thomas Kaiser, der Art Director Max Sauerbier, die Filmkritiker Ekkehard Knörer und Lukas Foerster sowie die Sportjournalisten Elke Wittich und Martin Krauß aus. Kullmann begründete ihren Schritt damit, dass sie das „publizistische Umfeld“ Todenhöfers abschrecke. Seine Ernennung zum Herausgeber sei „politisch fahrlässig bis gefährlich“, „genau jetzt käme es darauf an, eine klare Grenze zum rot-braunen Lager zu ziehen.“ Krauß, der über ein Vierteljahrhundert als freier Journalist für den Freitag geschrieben hatte, nannte als Grund für den Ausstieg, dass Todenhöfer antisemitische Stereotype bedient habe. Der stellvertretende Chefredakteur Michael Angele nannte die Ernennung Todenhöfers ein „falsches Signal“, blieb jedoch.
Im März 2017 ersetzte Augstein Philip Grassmann durch Christian Füller als Chefredakteur und zog sich aus der Chefredaktion zurück, um sich auf seine Rolle als Verleger zu konzentrieren.
Im Jahr 2017 kam es zu einem Rechtsstreit mit einer freien Autorin. Als die investigative Journalistin und Mafia-Expertin Petra Reski aufgrund eines im Freitag veröffentlichten Artikels über Organisierte Kriminalität massiv eingeschüchtert und verklagt wurde, versagte ihr Verleger Augstein 2017 jedwede Unterstützung und rückte sie explizit in die Nähe von „Lügenpresse“ und „Fake News“. Reski verklagte daraufhin Augstein. Das Urteil fiel im November 2017 „durchwachsen“, insgesamt aber „für den Verleger“ aus, befand der Branchendienst Meedia – das Gericht bewertete einige Äußerungen Augsteins als zulässige Meinungsäußerungen, so z. B. den Vorwurf der „mangelhaften Recherche“.
Im Oktober 2017 unterzeichnete der Freitag als drittes Medium nach den Krautreportern und der Zeit in allen 10 Punkten den Code of Fairness der Freischreiber, des Berufsverbands Freier Journalistinnen und Journalisten. Der Code ist eine freiwillige Selbstverpflichtung für Redaktionen und umfasst zehn Regeln für den Umgang mit freien Journalisten. Carola Dorner, Vorsitzende von Freischreiber e. V., sagte anlässlich der Unterzeichnung: „Man kann Jakob Augstein für vieles kritisieren, was im Fall Reski schieflief – und das haben wir auch deutlich getan. Heute freuen wir uns aber über das Bekenntnis der Redaktion zum Code of Fairness, und wir begrüßen es ausdrücklich, dass ein Verleger und Chefredakteur den Schritt wagt, eine freiwillige Selbstverpflichtung zu unterschreiben und es in Zukunft besser zu machen.“
Im September 2017 ersetzte Augstein Füller nach nur einem halben Jahr durch sich selbst als presserechtlich verantwortlichen Chefredakteur. Außerdem berief er Michael Angele in die Chefredaktion und holte zum 1. Dezember 2017 Simone Schmollack von der taz. Am 9. Januar 2018 gab der Freitag bekannt, dass Todenhöfer sein Amt als Herausgeber aufgegeben habe. Als Grund wurden seine Reisen in Krisengebiete sowie sein publizistisches und soziales Engagement genannt, wodurch Todenhöfer seiner Aufgabe beim Freitag nicht adäquat nachkommen könne. Im Juni 2018 verließ Simone Schmollack den Freitag wieder.

### 2019: Neuer Markenauftritt
Mit der Ausgabe 36 vom 5. September 2019 erschien der Freitag erstmals mit der neuen Unterzeile „Der Freitag – Die Wochenzeitung“ und einer umgestalteten Titelseite, bei der das Logo im Vergleich zum vorherigen Layout ganz oben steht. Die neue Unterzeile soll laut Verlag die „Stärke als Wochenzeitung und damit als Medium für Hintergrund und Analyse unterstreichen“.
Im März 2020 wurde Chefredakteur Michael Angele durch Philip Grassmann abgelöst, der bereits von September 2008 bis März 2017 Chefredakteur war. Stellvertretender Chefredakteur wurde Sebastian Puschner, seit Mai 2024 ist zudem Elsa Koester stellvertretende Chefredakteurin.  Im Januar 2022 verkündete Jakob Augstein seinen Rückzug aus dem Journalismus. Er gab den Posten des Chefredakteurs auf, blieb aber Verleger und Geschäftsführer.

## Auflage
Seit der Gründung ist die Auflage zunächst deutlich zurückgegangen. 1990 lag sie noch bei rund 50.000 Exemplaren. Von Ende 1998 bis Ende 2008 sank sie um etwa 15 Prozent. Zwischen Oktober 2009 und Juni 2011 wurde die Auflage nicht mehr der IVW gemeldet.
Seit dem Relaunch im Jahr 2009 hat der Freitag an Auflage gewonnen. Die verkaufte Auflage ist seit 2008 um durchschnittlich 5 % pro Jahr gestiegen. Im letzten Jahr lag die Steigerung bei 4,8 %. Sie beträgt gegenwärtig 27.078 Exemplare. Der Anteil der Abonnements an der verkauften Auflage liegt bei 70,2 Prozent.
| 1998  | 1999  | 2000  | 2001  | 2002  | 2003  | 2004  | 2005  | 2006  | 2007  | 2008  | 2009 | 2010 | 2011  | 2012  | 2013  | 2014  | 2015  | 2016  | 2017  | 2018  | 2019  | 2020  | 2021  | 2022  | 2023  | 2024  |
| ----- | ----- | ----- | ----- | ----- | ----- | ----- | ----- | ----- | ----- | ----- | ---- | ---- | ----- | ----- | ----- | ----- | ----- | ----- | ----- | ----- | ----- | ----- | ----- | ----- | ----- | ----- |
| 14588 | 13807 | 14141 | 13726 | 13161 | 13040 | 12807 | 13741 | 12514 | 12744 | 12421 |      |      | 13964 | 14466 | 16804 | 18617 | 19264 | 21597 | 23488 | 24234 | 23777 | 25041 | 25556 | 26656 | 25832 | 27078 |

| 1998  | 1999  | 2000  | 2001  | 2002  | 2003 | 2004 | 2005 | 2006 | 2007 | 2008 | 2009 | 2010 | 2011  | 2012  | 2013  | 2014  | 2015  | 2016  | 2017  | 2018  | 2019  | 2020  | 2021  | 2022  | 2023  | 2024  |
| ----- | ----- | ----- | ----- | ----- | ---- | ---- | ---- | ---- | ---- | ---- | ---- | ---- | ----- | ----- | ----- | ----- | ----- | ----- | ----- | ----- | ----- | ----- | ----- | ----- | ----- | ----- |
| 12143 | 10783 | 10898 | 10353 | 10044 | 9839 | 9609 | 9656 | 9466 | 9258 | 8942 |      |      | 10320 | 10784 | 12690 | 14321 | 15076 | 17048 | 18621 | 18752 | 18131 | 19440 | 19452 | 19483 | 19037 | 19005 |

## Inhalt und Zeitungsbücher
Der Freitag besteht seit dem Relaunch aus drei wöchentlichen Zeitungsbüchern. Die bereits bestehenden Bücher Politik und Kultur wurden überarbeitet und durch das neue, dritte Buch Alltag ergänzt mit Porträts, größeren Interviews, Lesestücken und Kolumnen. Das Ressort Alltag bestand von Februar 2009 bis November 2020, seitdem werden die Inhalte in das Feuilleton eingegliedert. Seit September 2014 hat der Freitag einmal im Monat ein viertes Buch „Wirtschaft“. Im Juni 2016 erschien erstmals Robinson – ein Longread-Teil mit Reportagen und Interviews, zwischenzeitlich umbenannt in „The Guardian Reportage“. Im November 2020 führte die Zeitung zum 30-jährigen Jubiläum das neue wöchentliche Ressort Debatte ein, das Meinungsstücke, Streitgespräche und Essays zu aktuellen gesellschaftspolitischen Themen abbilden soll. Seit Februar 2022 erscheint alle vier Wochen das Ressort „Grünes Wissen“ – ein publizistisches Forum für die Herausforderungen der nachhaltigen Transformation von Gesellschaft und Wirtschaft.
- Erstes Buch, wie früher: Politik unter der Leitung von Sebastian Puschner[62]
- Kultur unter der Leitung von Christine Käppeler[62]
- Debatte unter der Leitung von Michael Angele[62]
- Wirtschaft und Grünes Wissen unter der Leitung von Dorian Baganz[62]
- Das Wochenthema unter der Leitung von Pepe Egger[62]

Ein neues Element der Print-Ausgabe war seit dem Relaunch 2009 beispielsweise die Wochenchronik auf Seite 12. In einer subjektiven Auswahl stellt die Redaktion auch die wichtigsten Ereignisse der vorangegangenen Woche zusammen. Weiterentwickelt und mit einer großen Illustration versehen wurde die Alltagsgeschichte, eine journalistisch-literarische Kurzgeschichte. Außerdem wurde der Wissensteil der Zeitung auf zwei Seiten ausgebaut. Dieser wurde später dem Feuilleton zugeteilt, das seitdem zwei zusätzliche Film-Seiten enthält. Weiterhin neu waren das Lexikon der Gegenwart (A–Z) und das Storyboard, in dem ein Illustrator auf Grundlage einer wahren Begebenheit zeichnet, sie aber nach eigenen Vorstellungen zu Ende bringt. Der Literaturteil wurde zunächst gekürzt, dann aber wieder sukzessive erweitert: Der Freitag beinhaltet zwei Literaturseiten, mehrmals im Jahr erscheinen Sonderliteraturseiten und Sonderbeilagen zu Krimi und Sachbuch.
Obgleich der Pressekodex des Deutschen Presserats in seiner Richtlinie 2.6 grundsätzlich vorsieht, dass Zuschriften unter voller Namensnennung abgedruckt werden sollen, erscheinen auf der Leserbriefseite des Freitag überwiegend pseudonyme und anonyme Leserzuschriften, die den Blogs der Freitag-Community entnommen sind. Die Redaktion ist der Ansicht, sie brauche die Namen der Betroffenen nicht zu kennen, und überträgt dabei die Gepflogenheiten in ihrem Webforum auf die gedruckte Zeitung. Der Deutsche Presserat befand dieses Vorgehen als richtlinienkonform, solange zutreffend auf die Herkunft der Beiträge verwiesen werde. Dieser Hinweis findet sich jedoch nicht auf der Leserbriefseite. Vom Frühjahr 2018 an bis zum Herbst 2019 gab es in der Printausgabe keine Leserbriefe.

## Erscheinungsbild
Der Freitag erscheint im sogenannten Rheinischen Format (Satzspiegel ist 325 mm breit und 465 mm hoch) jeden Donnerstag mit 24 vollständig vierfarbigen Seiten.
Die Schriften sind in einer von Schriftdesigner Lucas de Groot weiterentwickelten TheAntiqua gesetzt. Bis Ausgabe 05/2009 wurde Stempel Garamond verwendet.

## Der „Freitag“ online

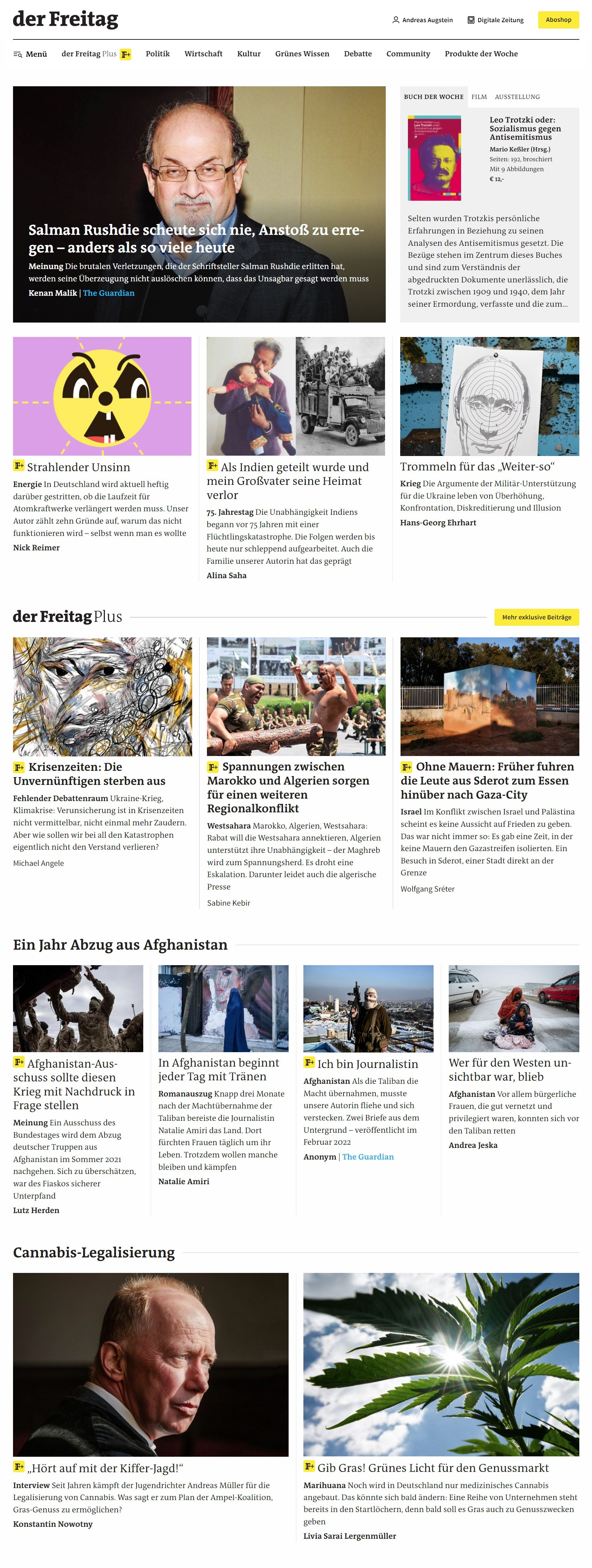
Screenshot der Website der Zeitung (2022)

Das Internetangebot wurde zum 5. Februar 2014 komplett neu konzipiert. Weiterhin werden online mehrmals täglich eigene und ins Deutsche übersetzte Texte vom britischen Syndizierungspartner Guardian und Observer veröffentlicht. Die Redaktion bearbeitet sowohl die Print- als auch die Onlineausgabe.
Redaktionelle Beiträge stehen gleichberechtigt neben jenen der Community, die als Plattform für „kritische Debatten und kontroverse Sichtweisen“ dienen soll. Sie orientiert sich am Angebot des Guardian, das 2009 dreizehn Millionen Nutzer aufwies. Leser erhalten so die Möglichkeit, sich inhaltlich zu äußern. Der Freitag möchte Online- und Printausgabe eng miteinander verbinden.
Benutzer können Artikel kommentieren und bewerten sowie Beiträge im eigenen Blog erstellen. Ausgewählte Beiträge werden honoriert und in die Printausgabe übernommen. Dabei werden Kommentatoren, Blogger und Publizisten unterschieden. Letztere tragen nach Ansicht der Redaktion und der Community längerfristig qualitativ höherwertige Inhalte bei. Um eine Transparenz bei den Quellen der Artikel zu schaffen, werden die Artikel – je nach Herkunft – auch in der Printausgabe mit Farbcodes versehen.
Das redaktionelle Konzept für das Zusammenwirken von Blog und Print wurde mehrfach geändert. Augstein hatte sich über die politische Blogosphäre vor dem Hintergrund der gegenwärtigen Zeitungskrise kritisch geäußert.
Der frühere freie Mitarbeiter des Freitag Rudolf Walther zog im Februar 2014 zum fünften Jahrestag der Blattreform ein eher nüchternes Fazit. Viele ehemalige Redakteure und freie Mitarbeiter hätten das Blatt verlassen. Die Bezugnahme auf das Modell des Guardian bei der Verbindung von Print und Online sei ein „Anfall von Selbstüberschätzung“ gewesen. Die Online-Community habe sich zu einer „Kinderspielwiese“ entwickelt. Mittlerweile sei deutlich geworden, dass man „im Netz zwar Geld investieren und versenken, aber nur mit der gedruckten Zeitung welches verdienen“ könne. Ob es den Freitag in fünf Jahren noch geben werde, sei ungewiss angesichts der stagnierenden Auflage.
Augstein äußerte sich acht Jahre nach dem Relaunch folgendermaßen zur Community: „Die Bilanz ist gemischt. Wir hatten große Hoffnungen auf lokalen Community-Journalismus. Also darauf, dass die Leute von Dingen berichten, die in ihrer Umgebung geschehen. Diese Hoffnungen haben sich nicht wirklich erfüllt. Andererseits funktionieren aber die Debatten über Fragen, die wir im ‚Freitag‘ behandeln sehr gut. Die Community begleitet die Zeitung sozusagen und befruchtet sie mit Ideen und Texten. Die große Mehrheit unseres Netz-Inhalts stammt inzwischen aus der Community“.

## Syndizierungspartner „The Guardian“
Der Freitag hat eine Kooperation mit der britischen Tageszeitung The Guardian für den deutschsprachigen Raum. Der Guardian liefert dabei Artikel, die im Freitag in übersetzter Form erscheinen.
Ähnliche Kooperationen unterhält der Guardian weltweit bereits mit mehr als 80 Medienpartnern. „Das Konzept, das Herr Augstein entwickelt hat, passt sehr gut zu unseren Vorstellungen. Der Freitag ist ein perfekter Partner, mit dem wir gerne zusammenarbeiten, um unsere Inhalte einer neuen Leserschaft zugänglich zu machen“, so Guardian-Vorstand Colin Hughes.

## Auszeichnungen
Im Februar 2010 wurde die Zeitung von der Society for News Design mit Sitz in Orlando (Florida) neben der Frankfurter Allgemeine Sonntagszeitung und der New York Times als World’s Best Designed Newspaper 2009 ausgezeichnet. Bei den im März 2010 in Hamburg vergebenen LeadAwards bekam das Onlineangebot die Auszeichnung in der Kategorie Webmagazin des Jahres. 2013 erhielt der Freitag eine Silbermedaille in der Kategorie Leadzeitung des Jahres. Bei den im Mai 2010 in Frankfurt am Main vergebenen Awards des deutschen Art Directors Club erhielt das Onlineangebot in der Kategorie Online Editorial einen bronzenen Nagel.
Für den satirischen Beitrag Integriert euch! zur Sarrazin-Debatte wurde Ulrike Winkelmann, Ressortleiterin Politik, mit dem Alternativen Medienpreis 2011 ausgezeichnet. Im Dezember 2011 wurde Jakob Augstein der Bert-Donnepp-Preis – Deutscher Preis für Medienpublizistik 2011 mit „besonderer Ehrung“ zuerkannt.
Im November 2018 wurde der Freitag im Rahmen des 20. European Newspaper Award als European Newspaper of the Year 2018 in der Kategorie Wochenzeitung ausgezeichnet. 2023 erlangte der Freitag die Auszeichnung als European Newspaper of the Year in der Kategorie Wochenzeitung ein weiteres Mal.

## Rezeption
Der folgende Kommentar bezieht sich auf den Freitag vor dem Neustart 2009:

„Der Freitag ist heute die gescheiteste deutsche Wochenzeitung – klein, aber unverwechselbar souverän, bisweilen angenehm anachronistisch.“

Nach ihrem Ausscheiden als Herausgeberin sagte Daniela Dahn zur weiteren Entwicklung des Freitag seit 2009:

„Ich wollte den Anspruch, Gegeninformationen zu liefern, nicht aufgeben und die analytische und intellektuelle Substanz bewahren. Auch wollte ich den neuen Alltagsteil nicht auf Zerstreuung, Lifestyle, Prominente der Kulturindustrie oder gar Boulevard-Stories beschränkt sehen. Die sollten zum Beispiel durch mehr Geschichten aus der akademischen und produzierenden Arbeitswelt ergänzt werden, Geschichten vom Überleben, die erzählen, wie die Wirtschaft in den Alltag ganz normaler Leute funkt. Ich hielt es für verfrüht, dass der Freitag den Brückenbau zwischen West und Ost(-Europa) aufgegeben hat. Kurzum, im Laufe der Zeit haben sich unsere Vorstellungen von der Identität der Zeitung zu meinem Bedauern entfernt.“

Die taz schrieb 2017 über Jakob Augsteins Rolle beim Freitag:

„Mit ihm wurde aus dem alten Kulturwehmutsblatt im Zeichen einer nie zuwege gebrachten Volksfrontidee aller ‚fortschrittlichen Kräfte‘ eine Zeitung mit aktuellen Fragestellungen.“